# Jun-Ichi Igusa
Jun-ichi Igusa (井草 凖一, Igusa Jun’ichi, 30 januari 1924 – 24 november 2013) was een Japanse wiskundige. Hij staat bekend voor zijn bijdrages aan de algebraïsche meetkunde en de getaltheorie. De Igusa zeta-functie is genoemd naar hem.

## Biografie en carrière
Igusa werd op 30 januari 1924 geboren in het dorp Kiyosato, in de prefectuur Gunma in Japan. Hij studeerde in 1945 af aan de Universiteit van Tokio en behaalde zijn Ph.D. aan de Universiteit van Kyoto in 1953, waarna hij hoogleraar wiskunde werd aan de Universiteit van Tsukuba. Na een korte periode aan de Harvard-universiteit kreeg hij een vaste aanstelling aan de Johns Hopkins-universiteit. Igusa gaf van 1955 tot 1993 les aan de Johns Hopkins-universiteit. Hij trad in 1964 toe tot de staf van het American Journal of Mathematics als associate editor en was tussen 1978 en 1993 hoofdredacteur. Igusa stierf op 89-jarige leeftijd aan een beroerte in Towson.
Igusa werkte onder andere aan de theorie van thèta-functies en modulaire functies. In 1952 construeerde hij de Picard-variëteiten tot algebraïsche variëteiten (tegelijkertijd ook behandeld door T. Matsusaka, Wei-Liang Chow en André Weil). Hij onderzocht ze ook in positieve karakteristiek, waarbij hij pathologieën vond. Lokale p-adische zetafuncties, die hij in de jaren 1980 onderzocht, zijn naar hem vernoemd.
- Bibliothèque nationale de France: cb14571401q (data)
- Catàleg d'autoritats de noms i títols de Catalunya: 981058519639206706
- Gemeinsame Normdatei: 172162254
- International Standard Name Identifier: 0000 0001 1076 6235
- Library of Congress Control Number: n81062300
- Mathematics Genealogy Project: 58223
- Nationale Bibliotheek van Israël: 987007385685305171
- Nederlandse Thesaurus van Auteursnamen: 134432533
- Système universitaire de documentation: 083754008
- Virtual International Authority File: 91804657
- WorldCat: E39PBJgxkmHmJY4rqb4kCBCRKd